# Hilia Brinis
Hilia Brinis (1928 – 6 dicembre 2005) è stata una traduttrice italiana.

## Biografia
Si laureò in Lingue e letterature straniere all'Università Bocconi; ebbe il suo primo lavoro di traduzione a 19 anni, allorché Aldo Gabrielli, direttore della sezione ragazzi di Mondadori, le chiese di tradurre una nuova versione di Peter Pan. Tradusse oltre 100 libri per Mondadori, lavorando anche per altri editori, per un totale di oltre 200 opere tradotte. Oltre alla traduzione di innumerevoli romanzi del "Giallo Mondadori", per diversi decenni a lei viene affidata, quasi esclusivamente, la traduzione dei racconti pubblicati in appendice ai fascicoli della collana.  Nel 1987 le è stato assegnato il Premio San Gerolamo per la traduzione letteraria.
Riposa nel cimitero di Lambrate.

## Traduzioni
- Jack Vance, L'odissea di Glystra, Milano, Mondadori, 1958
- Joseph Hayes, Le ore dopo mezzanotte, Milano, Garzanti, 1960
- Marrijane Hayes, Joseph Hayes, Bon voyage, Milano, Garzanti, 1960
- Bengt Danielsson, Tahiti Nui, Milano, Garzanti, 1961
- Robert Silverberg, Il sogno del tecnarca, collana Urania n. 265, Milano, Arnoldo Mondadori Editore, 1961
- Lawrence Wright, La civiltà in bagno: storia del bagno e di numerosi accessori, abitudini e mode riguardanti l'igiene personale, Milano, Garzanti, 1961 (con Ida Omboni)
- William Cooper, Uno più una, Milano, Garzanti, 1962
- James Leasor, Le spie non hanno amici, Milano, Mondadori, 1964
- Carlo Fruttero, Franco Lucentini (a cura di), L'ombra del 2000: romanzi e racconti di fantascienza, Milano, Mondadori, 1965
- Poul Anderson, Gordon R. Dickson, Hoka Sapiens, Milano, Mondadori, 1966
- Isaac Asimov, Maledetti marziani, Milano, Ennio Ciscato, 1966 (con Valentino de Carlo)
- Nicolas Freeling, Come il re d'un paese piovoso, Milano, Garzanti, 1966
- Alan Hynd, L'amante in soffitta, Milano, Mondadori, 1967
- Dick Francis, Di stretta misura, Milano, Mondadori, 1967
- Eric Ambler, La maschera di Dimitrios, Milano, Mondadori, 1967
- Max Shulman, A ciascuno il suo fiammifero, Milano, Garzanti, 1967
- Richard Hooker, Mash, Milano, Garzanti, 1968
- George Sims, Dopo il rogo, Milano, Mondadori, 1968
- Carlos Baker, La terra di Rumbelow, Milano, Mondadori, 1968
- Robert Buckner, Sigrid e il sergente, Milano, Garzanti, 1969
- Karol Cetynski, La fenice venuta dal lager, Milano, Mondadori, 1969
- Charles MacHardy, Missione nel fiordo, Milano, Mondadori, 1970
- Richard Powell, Biglietti per l'inferno, Milano, Garzanti, 1970
- James Leasor, Così non le fanno più, Milano, Garzanti, 1971
- Oreste Del Buono (a cura di), Le coppie infernali, Milano, Mondadori, 1972
- Terry Carr (a cura di), Buone notizie dal Vaticano, Milano, Mondadori, 1973
- Laura Grimaldi (a cura di), Anonima carogne, Milano, Mondadori, 1973
- Maj Sjöwall, Roseanna, Milano, Garzanti, 1973 (tradotto dalla traduzione inglese)
- Eric Malpass, Alle sette del mattino il mondo è ancora in ordine, Milano, Reader's Digest, 1973
- Dashiell Hammett, Un uomo chiamato Spade, Milano, Mondadori, 1974
- Erle Stanley Gardner, Il caso della moglie dell'assassino, Milano, Mondadori, 1974 (con Marcella Dallatorre e Gian Franco Orsi)
- Maj Sjöwall, Per Wahlöö, Omicidio al Savoy, Milano, Garzanti, 1974 (tradotto dalla traduzione inglese)
- Maj Sjöwall, Per Wahlöö, L'autopompa fantasma, Milano, Garzanti, 1974 (tradotto dalla traduzione inglese)
- Russell Braddon, La tredicesima mano, Milano, Reader's Digest, 1975
- Peter Driscoll, Il seme dell'odio, Milano, Garzanti, 1975
- Eleanor Craig, Cara signora Craig, Milano, Reader's Digest, 1975
- Gerald Green, Una casa nel terrore, Milano, Reader's Digest, 1975
- James Herriot, Creature grandi e piccole, Milano, Reader's Digest, 1975
- Christopher Hill, Dolce killer, Milano, Mondadori, 1975
- John Buell, Una lunga striscia d'asfalto, Milano, Mondadori, 1975
- Isaac Asimov, Il meglio di Asimov, Milano, Mondadori, 1975 (2 voll.)
- Stefano Benvenuti (a cura di), Per tutti i diavoli dell'universo, Milano, Corno, 1977 (con altri)
- Alan Landsburg, Sally Landsburg, Alla scoperta di antichi misteri, Milano, Mondadori, 1977
- Edward L. Ferman, Barr N. Malzberg (a cura di), Ultima tappa, Milano, Mondadori, 1977 (con Claudio Lo Monaco)
- Arthur Herzog, L'orca assassina, Milano, Corno, 1977
- Sarah Patterson, Quella lontana estate, Milano, Reader's Digest, 1977
- Jack Smith, Dio e mister Gomez, Milano, Reader's Digest, 1977
- Alan Landsburg, Alla ricerca di civiltà perdute, Milano, Mondadori, 1978
- Isaac Asimov, Antologia personale, Milano, Mondadori, 1978 (con Beata Della Frattina)
- Marco Polillo (a cura di), Delitti quasi perfetti, Milano, Mondadori, 1978
- James G. Ballard, Incubo a quattro dimensioni, Milano, Mondadori, 1978 (con Beata Della Frattina, Lidia Lax, Stefano Tarozzi)
- Robert Heinlein, Il pianeta rosso, Milano, La sorgente, 1978
- Richard Matheson, Regola per sopravvivere, Milano, Mondadori, 1978 (con altri)
- Carlo Fruttero, Franco Lucentini (a cura di), 10 chiavi per lo spazio, Milano, Mondadori, 1979
- Isaac Asimov, Asimov Story, Milano, Mondadori, 1979
- Richard Powell, Don Chisciotte made in USA, Milano, Garzanti, 1979
- Rex Stout, Nero Wolfe: il profumo del delitto, Milano, Mondadori, 1979 (con Laura Grimaldi e Ida Omboni)
- John Dickson Carr, La locanda dei fantasmi, Milano, Mondadori, 1980
- Agatha Christie, Delitti in palcoscenico, Milano, Mondadori, 1980 (con Giuseppina Taddei)
- Rex Stout, L'eccellentissimo Nero Wolfe, Milano, Mondadori, 1980 (con altri)
- Robert Heinlein, Fanteria dello spazio, Milano, Mondadori, 1980
- Richard Matheson, Io sono Helen Driscoll, Milano, Mondadori, 1980
- John Wyndham, Mutanti e mutazioni, Milano, Mondadori, 1980 (con altri)
- Edmund Cooper, Uomini e androidi, Milano, Mondadori, 1980
- Beth Archer Brombert, Cristina Belgioioso, Milano, Dall'Oglio, 1981
- George Markstein, La sfida di Tara, Milano, Reader's Digest, 1981
- Donald E. Westlake, I mercenari, Milano, Mondadori, 1981
- Agatha Christie, Tutti i racconti n. 4-5-6, Milano, Mondadori, 1981 (3 voll., con Grazia Maria Griffini e Lidia Lax)
- Toni Morrison, Canto di Salomone, Milano, Bompiani, 1981
- Stephen King, A volte ritornano, Milano, Sonzogno, 1981
- Agatha Christie, Mary Westmacott è Agatha Christie, Milano, Mondadori, 1982
- Beth Gutcheon, Il bambino scomparso, Milano, Reader's Digest, 1982
- Rex Stout, Nero Wolfe: a cena col delitto, Milano, Mondadori, 1982 (con Laura Grimaldi)
- Arthur C. Clarke, Le guide del tramonto, Polvere di luna, Incontro con Rama, Milano, Mondadori, 1983 (con Beata Della Frattina, Giorgio Monicelli)
- Rex Stout, Io, Nero Wolfe: cinque inchieste nella 35ª strada, Milano, Mondadori, 1983 (con Laura Grimaldi)
- Rex Stout, I romanzi brevi di Rex Stout n. 1-2-3, Milano, Mondadori, 1983 (3 voll., con Laura Grimaldi)
- Rex Stout, I romanzi brevi di Rex Stout n. 4-5-6, Milano, Mondadori, 1983 (3 voll., con Laura Grimaldi)
- Rex Stout, I romanzi brevi di Rex Stout n. 7-8-9, Milano, Mondadori, 1983 (3 voll., con Laura Grimaldi)
- Rex Stout, I romanzi brevi di Rex Stout n. 10-11-12-13, Milano, Mondadori, 1983 (4 voll., con Laura Grimaldi)
- Agatha Christie, Il teatro di Agatha Christie, Milano, Mondadori, 1983 (con altre)
- Ken Follett, L'uomo di Pietroburgo, Milano, Reader's Digest, 1984
- Dorothy Gilman, La signora Polifax in Cina, Milano, Reader's Digest, 1984
- Nadine Gordimer, Luglio, Milano, Rizzoli, 1984
- Robert Heinlein, Una famiglia marziana, Milano, Mondadori, 1984
- Eric Frank Russell, Galassia che vai, Milano, Mondadori, 1984
- Rex Stout, Nero Wolfe e Archie Goodwin: nove volte delitto, Milano, Mondadori, 1984 (con Laura Grimaldi)
- Rex Stout, Nero Wolfe in Natale di morte, Colpo di genio, L'enigma della pistola, Vicolo cieco, Milano, Mondadori, 1984 (4 voll., con Laura Grimaldi)
- Alfred Bester, L'uomo disintegrato, Tutti i racconti (1950-1980), Milano, Mondadori, 1985 (con Curtoni, Russo, Salmi)
- Elisabeth Darrell, Al tramonto del sole, Milano, Reader's Digest, 1986
- Hanna Kohner, Walter Kohner, Hanna e Walter: una storia d'amore, Milano, Reader's Digest, 1986
- Doris Mortman, Jennifer, Milano, Mondadori, 1987
- Arthur C. Clarke, Ombre sulla Luna, La città e le stelle, Terra imperiale, Milano, Mondadori, 1987 (con Beata Della Frattina)
- André Brink, Un istante nel vento, Milano, Rizzoli, 1988
- Rex Stout, Nello studio di Nero Wolfe, Milano, Mondadori, 1988 (con Laura Grimaldi)
- Marzio Tosello, Un fantastico Natale, Milano, Mondadori, 1988 (con altri)
- Paul Bowles, Il tè nel deserto, Milano, Garzanti, 1989
- Shūsaku Endō, Scandalo, Milano, Rusconi, 1989
- Leslie Glass, Un uomo da amare, Milano, Rusconi, 1989
- Dashiell Hammett, Spari nella notte, Milano, Leonardo, 1989
- Tony Kenrick, Shanghai Surprise, Gente, 1989
- Stephen King, Pet Sematary, Milano, Sperling, 1989
- Jerry Yulsman, La doppia vita di Elleander, Milano, Rusconi, 1989
- Agatha Christie, Il meglio dei racconti di Agatha Christie, Milano, Mondadori, 1990 (con altri)
- Cornell Woolrich, Ossessione, Milano, Mondadori, 1990 (con altri)
- Agatha Christie, Testimone d'accusa e altre storie, Milano, Mondadori, 1990 (con Grazia Maria Griffini)
- Sue Grafton, B come bugiardo, Milano, Mondadori, 1990
- Mickey Spillane, L'uomo che uccide, Milano, Mondadori, 1990
- Arthur C. Clarke, La città e le stelle, Milano, Mondadori, 1991
- Harlan Ellison (a cura di), Dangerous Visions, Milano, Mondadori, 1991 (con altri)
- Ellery Queen, Complimenti, Mr. Queen!, Milano, Mondadori, 1992 (con altre)
- Francesca Lazzarato (a cura di), Due stagioni per un delitto, Milano, Mondadori, 1992
- Ruth Rendell, Oltre il cancello, Milano, Mondadori, 1992
- James Hadley Chase, Belle da morire, Milano, Mondadori, 1993 (con Maria Luisa Bocchino e Ugo Carrega)
- Ruth Rendell, Elementare, Wexford, Milano, Mondadori, 1993 (con Marcella Dallatorre ed Elsa Pelitti)
- Isaac Asimov, Le grandi storie della fantascienza: 1961, Milano, Mondadori, 1993 (con altri)
- Ellery Queen, Sfida al lettore, Milano, Mondadori, 1993 (con altri)
- Peter Dickinson, La forca e il sipario, Milano, Bompiani, 1993
- Patricia Highsmith, Ripley sott'acqua, Milano, Bompiani, 1993
- Tom Robbins, Il nuovo sesso: cowgirl, Milano, Baldini & Castoldi, 1994
- Edwige Danticat, Parla con la mia stessa voce, Milano, Baldini & Castoldi, 1995
- Patricia Highsmith, Carol, Milano, Bompiani, 1995
- Judith Lennox, Sussurri in un giardino all'italiana, Milano, Longanesi, 1995
- Tom Robbins, Beati come rane su una foglia di ninfea, Milano, Baldini & Castoldi, 1995
- Tom Robbins, Uno zoo lungo la strada, Milano, Baldini & Castoldi, 1997
- Dashiell Hammett, Spari nella notte, Milano, Mondadori, 1998
- Nicholas Shakespeare, Danza di sangue, Milano, Baldini & Castoldi, 1998
- Henry James, Gli ambasciatori, Milano, Frassinelli, 1998
- Aldous Huxley, Le mani di Jacob, Milano, Baldini & Castoldi, 1999
- Alison Lurie, L'ultima spiaggia, Milano, Baldini & Castoldi, 1999
- Nelson DeMille, Morte a Plum Island, Milano, Mondadori, 2000
- Dashiell Hammett, Morte & C., Milano, Mondadori, 2000
- Tom Robbins, Feroci invalidi di ritorno dai paesi caldi, Milano, Baldini & Castoldi, 2001
- Paul Theroux, Il gallo di ferro: in treno attraverso la Cina, Milano, Baldini & Castoldi, 2001
- Patricia Highsmith, Uccelli sul punto di volare, Milano, Bompiani, 2002
- Peter Moore Smith, Rivelazione, Milano, Baldini e Castoldi, 2002
- Rex Stout, Buon anno con Nero Wolfe, Milano, Mondadori, 2002
- Patricia Highsmith, Gli occhi di Mrs. Blynn, Milano, Bompiani, 2003
- Buthaina al Nasiri, Notte finale: racconti tristi e felici, Milano, Baldini Castoldi Dalai, 2003
- Tom Robbins, Villa Incognito, Milano, Baldini Castoldi Dalai, 2004
- Charles Todd, Il mondo dopo la notte, Milano, Mondadori, 2004
- Nelson DeMille, Thomas Block, Mayday, Milano, Mondadori, 2005
- Patricia Highsmith, Il gioco della vita, Milano, Bompiani, 2005
- Michael Pye, Oggetti da Berlino, Milano, Tropea, 2007
- Robert Heinlein, La fortezza di Farnham, Milano, Mondadori, 2009 (con Ginetta Pignolo e Silvia Castoldi)